# Chusqueinae
Chusqueinae es una subtribu de bambúes de la tribu Bambuseae perteneciente a la familia Poaceae. Comprende 2 géneros.

## Géneros
- Chusquea
- Neurolepis